# روب غراي
روب غراي (3 أبريل 1994 في الولايات المتحدة - ) (بالإنجليزية: Rob Gray)‏ هو لاعب كرة سلة أمريكي في مركز هجوم خلفي. لعب مع Houston Cougars ‏.

## وصلات خارجية
- روب غراي على موقع الدوري الأوروبي لكرة السلة (الإنجليزية)
- روب غراي على موقع سبورتس رفرنس (الإنجليزية)
- روب غراي على موقع كرة السلة الأوروبية.كوم (الإنجليزية)
- روب غراي على موقع كلية كرة السلة في سبورتس رفرنس.كوم (الإنجليزية)
- روب غراي على موقع ريلجم (الإنجليزية)
- روب غراي على موقع بروبوليرز (الإنجليزية)
- روب غراي على موقع سبورتس رفرنس (الإنجليزية)
- روب غراي على موقع سبورتس رفرنس (الإنجليزية)